# Remigius Vollmann
Remigius Vollmann (* 25. Februar 1861 in Illertissen; † 15. August 1928 in München) war ein bayerischer Oberlehrer und Heimatforscher.
Remigius Vollmann war der Organisator der Flurnamensammlung in Bayern und Begründer des Verbandes für Flurnamensammlung. In seiner Geburtsstadt Illertissen erinnert eine Straße an ihn. In München ist die Vollmannstraße nach ihm benannt.

## Veröffentlichungen
- Flurnamensammlung in Bayern München, 1916 urn:nbn:de:kobv:11-715594